# Roccolo (caccia)

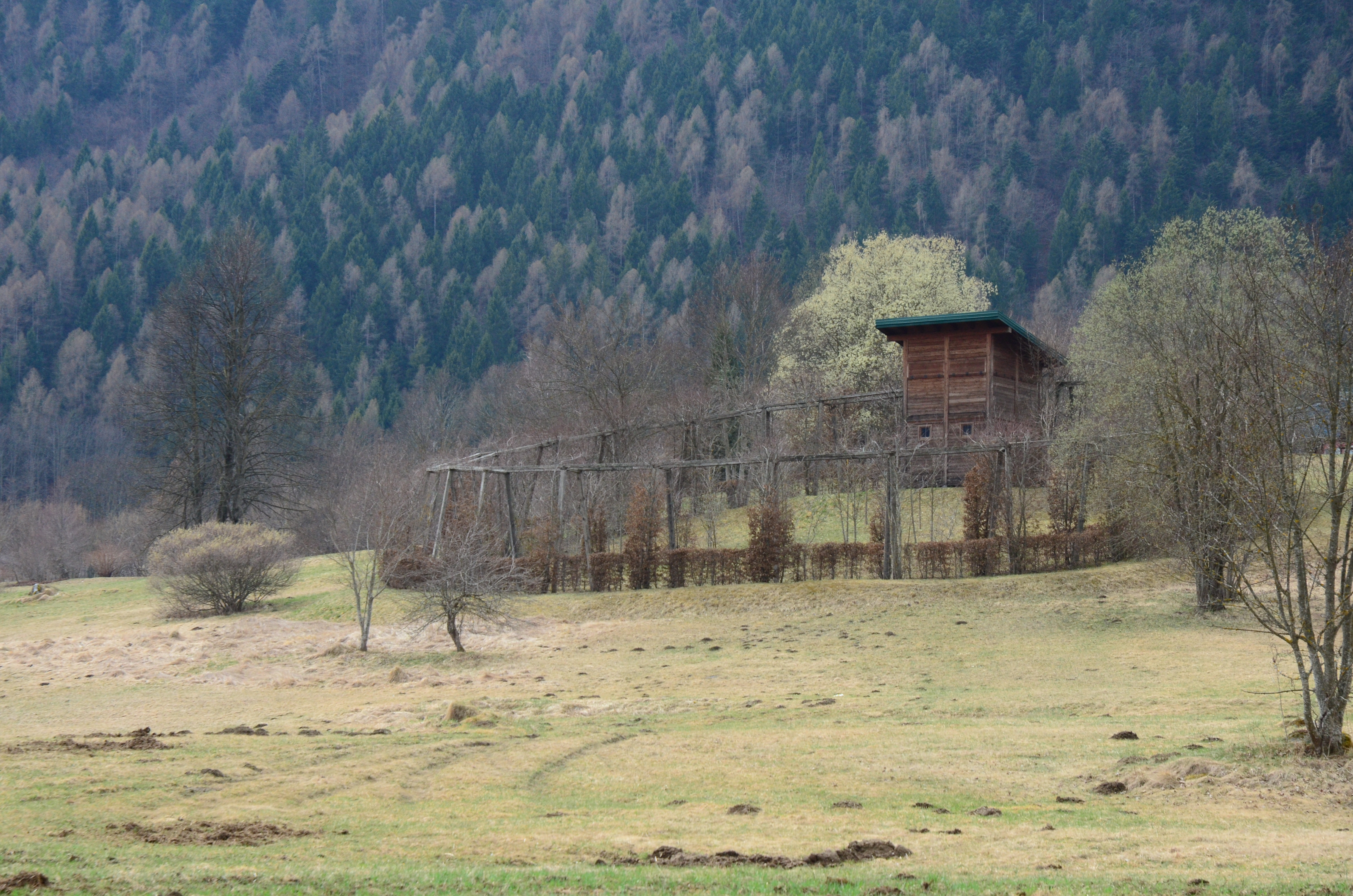
Il roccolo di Pieve Tesino, in Trentino, era utilizzato per la cattura degli uccelli

Il roccolo è una postazione di caccia utilizzata dagli uccellatori nella regione padano-alpina per catturare avifauna migratoria viva.

## Storia
I primi roccoli risalgono al Trecento e furono realizzati dai frati bergamaschi. Nel Settecento si diffusero in larga misura in Lombardia, Veneto e Toscana. Fino al 1968 venivano usati principalmente per la cattura degli uccelli con reti, pratica poi vietata con l'introduzione della legge 799/1967.
In tempi più recenti i roccoli sono utilizzati unicamente per scopi scientifici: gli uccelli catturati vengono pesati, misurati, inanellati e registrati su schede che poi vengono spedite in un apposito centro di raccolta delle informazioni relative alle catture, in modo da poterne  seguire gli spostamenti e tracciarne le rotte migratorie. Tra questi, vi è il sistema di roccoli di Arosio, in provincia di Como, diventato un Osservatorio Ornitologico e grazie all'intervento del Consorzio del Parco Regionale Monte Barro. Nel 1990 è cominciata l'attività dell'Osservatorio Ornitologico Sperimentale di Costa Perla a Galbiate. Altri roccoli, invece, sono scomparsi o sono diventati ruderi.

## Struttura del roccolo
In genere venivano costruiti sui pendii orientati a nord-est - quando destinati alla caccia degli uccelli che in autunno migrano verso meridione, oppure sui pendii orientati a sud-ovest - se destinati agli uccelli che migrano verso settentrione durante la primavera. Il roccolo è così composto:
- Casello: la postazione dell'uccellatore situata nella parte più alta, completamente nascosta dalla vegetazione può essere un edificio a torre in muratura o un capanno in legno.
- Tondo: piccolo prato rivolto verso valle, in cui le piante presenti sono potate in forme rotondeggianti da cui spuntano i "secchi" (rami spogliati dalle foglie).
- Colonnato: circonda l'area dove sorge il roccolo ed è formato da abeti, faggi e carpini bianchi potati in modo caratteristico come un pergolato nei quali sono installate e nascoste le reti di cattura o uccellande. Può avere una forma rotonda o a ferro di cavallo.

Se l'impianto è di forma rettangolare e posizionato in zone di pianura o basso collinare prende il nome di bresciana o bersanella. A differenza del roccolo, essa ha arbusti da pastura o prato in corrispondenza del colonnato. Il casello risulta più basso e gli arbusti di alto fusto sono a una distanza regolare rispetto al corridoio vegetale. Risulta, quindi, come un unico impianto formato dal pergolato da cui svettano alberi lasciati crescere liberamente. Alla base del colonnato delle uccellande veniva predisposta una siepe di bosso comune in modo da non far fuggire gli uccelli vicini.
Spesso il roccolo si presenta come un complesso sistema formato da più roccoli o bresciane e da pergolati rettilinei di accesso, definiti tordai, in cui erano nascoste altre reti di cattura.

## Tecniche di cattura
L'esca era composta da uccelli vivi: ne venivano utilizzati tre tipi differenti, posizionati in luoghi diversi: 
- uccelli spia: posti lungo la valle disboscata in piccole gabbiette distanti tra loro di circa 300 metri. Essi incominciavano a cantare appena avvistavano gli uccelli della stessa specie;
- uccelli canterini: nascosti intorno ai secchi, con il loro canto richiamavano lo stormo;
- uccelli zimbelli: attaccati ad un filo sottile per trattenerli all’interno del tondo e molto spesso anche accecati per migliorarne la dote del canto, utilizzati di supporto ai "canterini"[4].

Una volta attratti, gli uccelli migratori entravano nel roccolo per posarsi sui rami secchi e l'operatore presente nel casello azionava lo spauricchio, un dispositivo adibito a spaventare gli uccelli mediante un fischio, ottenendo che questi si alzassero in volo per fuggire e che la rete nascosta nel colonnato li intrappolasse. Infine l'operatore lasciava la postazione per prelevare dalle reti gli esemplari catturati. Oggi non vengono più utilizzati uccelli vivi ma dei registratori che riproducono i canti di richiamo.